# La Poly Normande 2021
La Poly Normande 2021, quarantunesima edizione della corsa, valevole come evento dell'UCI Europe Tour 2021 categoria 1.1 e come settima prova della Coppa di Francia, si svolse il 15 agosto 2021 su un percorso di 168,9 km, con partenza da Avranches e arrivo a Saint-Martin-de-Landelles, in Francia. La vittoria fu appannaggio del francese Valentin Madouas, il quale completò il percorso in 3h49'57" precedendo i connazionali Benoît Cosnefroy ed Anthony Perez.
Sul traguardo di Saint-Martin-de-Landelles 61 ciclisti, su 91 partiti da Avranches, portarono a termine la competizione.

## Squadre e corridori partecipanti
| N.    | Cod. | Squadra           |
| ----- | ---- | ----------------- |
| 1-7   | ACT  | AG2R Citroën Team |
| 11-17 | COF  | Cofidis           |
| 21-27 | GFC  | Groupama-FDJ      |
| 31-37 | ARK  | Team Arkéa-Samsic |
| 41-47 | BBK  | B&B Hotels        |
| 51-57 | TEN  | TotalEnergies     |
| 61-67 | DEL  | Delko             |

| N.      | Cod. | Squadra                         |
| ------- | ---- | ------------------------------- |
| 71-77   | BAI  | Bike Aid                        |
| 81-87   | XRL  | Xelliss-Roubaix-Lille Métropole |
| 91-97   | AUB  | St Michel-Auber 93              |
| 101-107 | BSC  | Black Spoke Pro Cycling         |
| 111-117 | SRA  | Swiss Racing Academy            |
| 121-127 | NIP  | Nippo-Provence-PTS Conti        |
| 131-136 | GLC  | Global 6 Cycling                |

## Ordine d'arrivo (Top 10)
| Pos. | Corridore          | Squadra  | Tempo     |
| ---- | ------------------ | -------- | --------- |
| 1    | Valentin Madouas   | Groupama | 3h49'57"" |
| 2    | Benoît Cosnefroy   | AG2R     | s.t.      |
| 3    | Anthony Perez      | Cofidis  | s.t.      |
| 4    | Dorian Godon       | AG2R     | a 9"      |
| 5    | Romain Hardy       | Arkéa    | s.t.      |
| 6    | Alexandre Delettre | Delko    | s.t.      |
| 7    | Simon Geschke      | Cofidis  | a 16"     |
| 8    | Alexys Brunel      | Groupama | s.t.      |
| 9    | Alexis Gougeard    | AG2R     | s.t.      |
| 10   | Anthony Delaplace  | Arkéa    | a 19"     |